# أنهر عليا
أنهر عليا هي قرية في مقاطعة أرومية، إيران. عدد سكان هذه القرية هو 785 في سنة 2006.